# فین هنریکسن
فین هنریکسن (دانمارکی: Finn Henriksen؛ ‏ ۲۹ ژانویهٔ ۱۹۳۳ – ۶ دسامبر ۲۰۰۸) کارگردان فیلم، فیلم‌نامه‌نویس و تدوین‌گر اهل دانمارک بود.
از فیلم‌هایی که وی در آن‌ها نقش داشته‌است، می‌توان به دختران هم‌رزم، دختران هم‌رزم ۲، مهمانی اداره و دندان‌پزشک کنار تخت اشاره نمود.